# Камнєв Анатолій Петрович
Анато́лій Петро́вич Ка́мнєв (рос. Анатолий Петрович Камнев; 27 листопада 1948 — 10 листопада 1992) — радянський боксер, дворазовий чемпіон СРСР, призер першостей Європи та СРСР з боксу, майстер спорту СРСР міжнародного класу.

## Життєпис
Народився в Москві. Зайняття боксом розпочав у 13-річному віці. Перший тренер — І. І. Амелічкін.
Закінчив Московський інститут інженерів залізничного транспорту. Виступав за ДСТ «Локомотив», згодом — за ДСТ «Буревісник».
У 1972 році зіграв роль боксера у художньому фільмі Валентина Попова «Бій з тінню».
Дворазовий (1972, 1973) чемпіон СРСР з боксу у ваговій категорії до 63,5 кг; срібний (1970 — до 60 кг) та бронзовий (1976 — до 63,5 кг) призер першостей СРСР.
Учасник літніх Олімпійських ігор 1972 року в Мюнхені (ФРН). У першому колі переміг представника Бермудів Роя Джонсона, а у другому колі поступився Андресу Моліні (Куба).
На чемпіонаті Європи 1973 року в Белграді (СФРЮ) дістався фіналу, де поступився господареві змагань Маріану Бенешу.
У 1975 році на матчевій зустрічі між боксерами СРСР та США поступився у поєдинку проти майбутнього олімпійського чемпіона і чемпіона світу серед професіоналів Рея Леонарда.
Після закінчення спортивної кар'єри перейшов на тренерську роботу.
Трагічно загинув. Став випадковим свідком пограбування жінки в потязі; заступившись за неї, отримав смертельний удар ножем.